# Prochoreutis solaris
Prochoreutis solaris là một loài bướm đêm thuộc họ Choreutidae. Loài này có ở Bắc Âu, Nga, quần đảo Kuril và Nhật Bản (Hokkaido).
Sải cánh khoảng 12 mm. Cánh trước có màu nền nâu tối, cánh sau màu nhạt hơn.
Cá thể trưởng thành mọc cánh trong ngày.